# Kanton Rémuzat
Der Kanton Rémuzat war bis 2015 ein französischer Wahlkreis im Arrondissement Nyons, im Département Drôme und in der Region Rhône-Alpes; sein Hauptort war Rémuzat.
Der 16 Gemeinden umfassende Kanton hatte 1391 Einwohner (Stand: 2012). Die Fläche betrug 248,43 km².

## Gemeinden
| Gemeinde             | Einwohner | Fläche in ha |
| -------------------- | --------- | ------------ |
| La Charce            | 48        | 1943         |
| Chauvac-Laux-Montaux | 47        | 2424         |
| Cornillac            | 81        | 1944         |
| Cornillon-sur-l’Oule | 65        | 1455         |
| Lemps                | 44        | 1604         |
| Montferrand-la-Fare  | 46        | 1124         |
| Montréal-les-Sources | 22        | 1026         |
| Pelonne              | 23        | 277          |
| Le Poët-Sigillat     | 97        | 1536         |
| Pommerol             | 21        | 983          |
| Rémuzat (chef-lieu)  | 283       | 1678         |
| Roussieux            | 22        | 942          |
| Sahune               | 292       | 1655         |
| Saint-May            | 40        | 1023         |
| Verclause            | 84        | 2614         |
| Villeperdrix         | 110       | 2615         |